# Bryce Moon
Bryce Moon (Pietermaritzburg, Sudáfrica, 6 de abril de 1986) es un futbolista sudafricano. Juega de defensa y su equipo actual es el Bidvest wits FC de Sudáfrica.

## Biografía
Bryce Moon, que actúa de defensa por la banda derecha, empezó su carrera futbolística en su país natal. En 2004 emigra a Irlanda del Norte para jugar como profesional en el Coleraine F.C..
En 2005 se marcha a su país natal para fichar por el Ajax Cape Town FC, club en el que ya militó cuando era joven en las categorías inferiores. Con este equipo se proclama campeón de la Copa de Sudáfrica en 2007 al derrotar en la final al Mamelodi Sundowns FC por dos goles a cero.
En 2008 firma un contrato con su actual club, el Panathinaikos griego, equipo que tuvo que realizar un desembolso económico de 625000 euros para poder hacerse con sus servicios.

## Selección nacional
Ha sido internacional con la Selección de fútbol de Sudáfrica en 13 ocasiones. Su debut con la camiseta nacional se produjo el 20 de noviembre de 2007.

### Participaciones con la selección
| Torneo                                  | Sede      | Resultado    |
| --------------------------------------- | --------- | ------------ |
| Copa Africana de Naciones de 2008       | Ghana     | Primera fase |
| Copa FIFA Confederaciones 2009          | Sudáfrica | Cuarto lugar |
| Campeonato Africano de Naciones de 2014 | Sudáfrica | Primera fase |

## Clubes
| Club              | País              | Año       |
| ----------------- | ----------------- | --------- |
| Coleraine FC      | Irlanda del Norte | 2004-2005 |
| Ajax Cape Town FC | Sudáfrica         | 2005-2008 |
| Panathinaikos     | Grecia            | 2008-2009 |
| PAOK Salónica     | Grecia            | 2009-2010 |
| Golden Arrows     | Sudáfrica         | 2010-2011 |
| Supersport United | Sudáfrica         | 2011-2012 |
| Bidvest wits FC   | Sudáfrica         | 2012-     |

## Títulos
- 1 Copa de Sudáfrica (Ajax Cape Town FC, 2007)
- 1 Telkom Knockout (Ajax Cape Town FC, 2008)